# Torneo Clausura 2016 de Segunda División (Venezuela)
El Torneo Clausura es el segundo de las tres fases de la Segunda División de Venezuela 2016, y se disputó entre el 8 de julio y el 22 de octubre de 2016.

## Aspectos Generales

### Modalidad
El torneo de Segunda División cambió de formato para temporada 2016.
La segunda fase, o Torneo Clausura, volvió a enfrentar a los 24 equipos en competencia en 3 grupos de 8 equipos cada uno, por cercanía geográfica,; donde se enfrentaron en formato de ida y vuelta contra cada rival del grupo para totalizar 14 partidos. 
Esta fase formó la parte restante del acumulado para decidir los equipos que definieron los cupos para los cuadrangulares finales, que estuvieron definidos asíː 
- El primer cuadrangular lo conformaronː el 1.º del Grupo Occidental, 1.º del Grupo Oriental, 2.º del Grupo Central y el 2.º mejor tercero.
- El segundo cuadrangular lo conformaronː el 1.º del Grupo Central, 2.º del Grupo Occidental, 2.º del Grupo Oriental y el 1.er mejor tercero.

### Descensos
La “Tabla Acumulada” definirá los equipos a descender a la Tercera División de Venezuela; mediante una tabla general, donde los que ocupen la última, penúltima, antepenúltima y el equipo que ocupe la posición inmediatamente anterior al club antepenúltimo (la cuarta posición desde el último lugar hacia arriba) perderían la categoría.
La FVF definió la "Tabla Acumulada" como la suma de los resultados de las "Tablas Clasificatorias" de cada grupo, sin tomar en cuenta cualquier serie extra que se haya disputado, por la razón o finalidad que fuere.

## Tablas de posiciones

### Grupo Occidental
|   | Equipo                |             | JJ | JG | JE | JP | GF | GC | PTS | DG  |
| - | --------------------- | ----------- | -- | -- | -- | -- | -- | -- | --- | --- |
| 1 | Atlético El Vigía (C) | Sin cambios | 14 | 10 | 2  | 2  | 32 | 8  | 32  | +24 |
| 2 | Atlético Socopó       | Sin cambios | 14 | 8  | 2  | 4  | 21 | 12 | 26  | +9  |
| 3 | UA Falcón             | Sin cambios | 14 | 8  | 2  | 4  | 26 | 21 | 26  | +5  |
| 4 | Titanes FC            | Sin cambios | 14 | 8  | 0  | 6  | 27 | 23 | 24  | +4  |
| 5 | Real Frontera FC      | Sin cambios | 14 | 5  | 4  | 5  | 18 | 16 | 19  | +2  |
| 6 | Zamora FC B           | Sin cambios | 14 | 4  | 3  | 7  | 18 | 21 | 15  | -3  |
| 7 | Potros de Barinas     | Sin cambios | 14 | 4  | 3  | 7  | 18 | 21 | 15  | -3  |
| 8 | Policía de Lara       | Sin cambios | 14 | 0  | 2  | 12 | 2  | 40 | 2   | -38 |

#### Resultados
- Los horarios corresponden a la hora local de Venezuela (UTC-4:30)

Calendario sujeto a cambios
| Zamora FC B           | 1:2 | Atlético El Vigía    | Estadio Reinaldo Melo | 9 de julio  | 15:30 | - | 185 |
| Unión Atlético Falcón | 4:3 | Titanes FC           | Pedro Conde           | 9 de julio  | 15:30 | - | 840 |
| Real Frontera FC      | 2:2 | Potros de Barinas FC | Pedro Rafael Chávez   | 10 de julio | 15:00 | - | 405 |
| Atlético Socopó       | 2:0 | Policía de Lara FC   | Rogelio Matos         | 10 de julio | 15:00 | - | 440 |

| Potros de Barinas FC | 2:1 | Atlético Socopó       | Reinaldo Melo   | 16 de julio  | 15:30 | - | 600  |
| Policía de Lara FC   | 1:3 | Unión Atlético Falcón | Farid Richa     | 10 de agosto | 15:30 | - | -    |
| Titanes FC           | 3:1 | Zamora FC B           | La Rotaria      | 16 de julio  | 15:00 | - | 167  |
| Atlético El Vigía    | 2:0 | Real Frontera FC      | Ramón Hernández | 17 de julio  | 15:00 | - | 2386 |

| Atlético El Vigía  | 4:1 | Potros de Barinas FC  | Ramón Hernández | 20 de julio  | 15:00 | - | 1184 |
| Atlético Socopó    | 0:1 | Unión Atlético Falcón | Rogelio Matos   | 17 de agosto | 15:00 | - | -    |
| Policía de Lara FC | 0:3 | Titanes FC            | Farid Richa     | 20 de julio  | 15:30 | - | 69   |
| Zamora FC B        | 1:1 | Real Frontera FC      | Agustín Tovar   | 20 de julio  | 17:00 | - | 202  |

| Titanes FC            | 0:2 | Atlético Socopó    | La Rotaria          | 23 de julio | 15:00 | - | 193             |
| Unión Atlético Falcón | 0:0 | Atlético El Vigía  | Pedro Conde         | 23 de julio | 15:30 | - | 340             |
| Real Frontera FC      | 3:0 | Policía de Lara FC | Pedro Rafael Chávez | 23 de julio | 15:00 | - | Incomparecencia |
| Potros de Barinas FC  | 1:2 | Zamora FC B        | Reinaldo Melo       | 25 de julio | 15:30 | - | 600             |

| Zamora FC B        | 3:1 | Atlético Socopó       | Agustín Tovar       | 30 de julio | 15:30 | - | 235  |
| Policía de Lara FC | 1:1 | Potros de Barinas FC  | Farid Richa         | 30 de julio | 15:30 | - | 210  |
| Real Frontera FC   | 0:2 | Unión Atlético Falcón | Pedro Rafael Chávez | 30 de julio | 15:00 | - | 310  |
| Atlético El Vigía  | 1:0 | Titanes FC            | Ramón Hernández     | 31 de julio | 15:00 | - | 2561 |

| Titanes FC            | 2:1 | Real Frontera FC     | La Rotaria    | 6 de agosto | 15:00 | - | 150 |
| Zamora FC B           | 3:0 | Policía de Lara FC   | Agustín Tovar | 6 de agosto | 15:30 | - | 265 |
| Unión Atlético Falcón | 1:0 | Potros de Barinas FC | Pedro Conde   | 6 de agosto | 15:30 | - | 380 |
| Atlético Socopó       | 2:0 | Atlético El Vigía    | Rogelio Matos | 7 de agosto | 15:00 | - | 640 |

| Unión Atlético Falcón | 1:1 | Zamora FC B        | Pedro Conde         | 13 de agosto | 15:30 | - | 120  |
| Potros de Barinas FC  | 2:0 | Titanes FC         | Reinaldo Melo       | 13 de agosto | 15:30 | - | 250  |
| Real Frontera FC      | 1:1 | Atlético Socopó    | Pedro Rafael Chávez | 13 de agosto | 15:30 | - | 248  |
| Atlético El Vigía     | 7:0 | Policía de Lara FC | Ramón Hernández     | 14 de agosto | 15:00 | - | 2420 |

| Titanes FC           | 6:2 | Unión Atlético Falcón | La Rotaria      | 20 de agosto | 15:00 | - | 209  |
| Potros de Barinas FC | 1:0 | Real Frontera FC      | Reinaldo Melo   | 20 de agosto | 15:30 | - | 160  |
| Policía de Lara FC   | 0:0 | Atlético Socopó       | Farid Richa     | 20 de agosto | 15:30 | - | 120  |
| Atlético El Vigía    | 1:0 | Zamora FC B           | Ramón Hernández | 21 de agosto | 15:00 | - | 2769 |

| Unión Atlético Falcón | 3:0 | Policía de Lara FC   | Pedro Conde         | 27 de agosto | 15:30 | - | - |
| Zamora FC B           | 1:4 | Titanes FC           | Agustín Tovar       | 27 de agosto | 15:30 | - | - |
| Real Frontera FC      | 1:1 | Atlético El Vigía    | Pedro Rafael Chávez | 27 de agosto | 15:00 | - | - |
| Atlético Socopó       | 3:1 | Potros de Barinas FC | Rogelio Matos       | 28 de agosto | 15:00 | - | - |

| Titanes FC            | 3:0  | Policía de Lara FC | La Rotaria          | 31 de agosto | 15:00 | - | Incomparecencia |
| Potros de Barinas FC  | 0::1 | Atlético El Vigía  | Reinaldo Melo       | 31 de agosto | 15:30 | - | -               |
| Unión Atlético Falcón | 0:2  | Atlético Socopó    | Pedro Conde         | 31 de agosto | 15:30 | - | -               |
| Real Frontera FC      | 2:0  | Zamora FC B        | Pedro Rafael Chávez | 31 de agosto | 15:00 | - | -               |

| Zamora FC B        | 0:0        | Potros de Barinas FC  | Agustín Tovar   | 10 de septiembre | 15:30 | - | - |
| Policía de Lara FC | Suspendido | Real Frontera FC      | Farid Richa     | 10 de septiembre | 15:30 | - | - |
| Atlético El Vigía  | 2:1        | Unión Atlético Falcón | Ramón Hernández | 11 de septiembre | 15:00 | - | - |
| Atlético Socopó    | 0:1        | Titanes FC            | Rogelio Matos   | 11 de septiembre | 15:00 | - | - |

| Titanes FC            | 0:7 | Atlético El Vigía  | La Rotaria    | 17 de septiembre | 15:00 | - | -               |
| Unión Atlético Falcón | 1:2 | Real Frontera FC   | Pedro Conde   | 17 de septiembre | 15:30 | - | -               |
| Potros de Barinas FC  | 3:0 | Policía de Lara FC | Reinaldo Melo | 17 de septiembre | 15:30 | - | Incomparecencia |
| Atlético Socopó       | 2:1 | Zamora FC B        | Rogelio Matos | 18 de septiembre | 15:00 | - | -               |

| Policía de Lara FC   | 0:3 | Zamora FC B           | Farid Richa         | 24 de septiembre | 15:30 | - | Incomparecencia |
| Potros de Barinas FC | 3:4 | Unión Atlético Falcón | Reinaldo Melo       | 24 de septiembre | 15:30 | - | -               |
| Atlético El Vigía    | 1:2 | Atlético Socopó       | Ramón Hernández     | 24 de septiembre | 15:00 |   | -               |
| Real Frontera FC     | 1:0 | Titanes FC            | Pedro Rafael Chávez | 24 de septiembre | 15:00 | - | 383             |

| Zamora FC B        | 1:3 | Unión Atlético Falcón | Agustín Tovar | 27 de octubre | 15:30 | - | -               |
| Policía de Lara FC | 0:3 | Atlético El Vigía     | Farid Richa   | 1 de octubre  | 15:30 | - | Incomparecencia |
| Atlético Socopó    | 3:1 | Real Frontera FC      | Rogelio Matos | 1 de octubre  | 15:00 | - | -               |
| Titanes FC         | 2:1 | Potros de Barinas FC  | La Rotaria    | 1 de octubre  | 15:00 | - | -               |

### Grupo Central
|   | Equipo                  |               | JJ | JG | JE | JP | GF | GC | PTS | DG  |
| - | ----------------------- | ------------- | -- | -- | -- | -- | -- | -- | --- | --- |
| 1 | UCV FC                  | Sin cambios   | 14 | 8  | 5  | 1  | 22 | 12 | 29  | +10 |
| 2 | Academia Puerto Cabello | Sin cambios   | 14 | 6  | 5  | 3  | 27 | 21 | 23  | +6  |
| 3 | Gran Valencia FC        | Sin cambios   | 14 | 5  | 7  | 2  | 21 | 17 | 22  | +4  |
| 4 | Yaracuyanos FC          | Sin cambios   | 14 | 6  | 5  | 3  | 20 | 14 | 23  | +6  |
| 5 | Atlético Venezuela CF B | Sin cambios   | 14 | 3  | 5  | 6  | 16 | 20 | 14  | -4  |
| 6 | Tucanes de Amazonas     | Crecimiento   | 14 | 4  | 4  | 6  | 13 | 20 | 16  | -7  |
| 7 | Caracas FC B            | Decrecimiento | 14 | 3  | 4  | 7  | 14 | 16 | 13  | -2  |
| 8 | Arroceros de Calabozo   | Sin cambios   | 14 | 0  | 7  | 7  | 14 | 25 | 7   | -11 |

#### Resultados
- Los horarios corresponden a la hora local de Venezuela (UTC-4:30)

Calendario sujeto a cambios
| UCV FC                  | 2:2 | Atlético Venezuela CF B | Olímpico de la UCV          | 8 de julio | 18:00 | - | 407 |
| Gran Valencia FC        | 1:1 | Caracas Fútbol Club B   | Misael Delgado              | 9 de julio | 15:30 | - | 110 |
| Arroceros de Calabozo   | 3:3 | Yaracuyanos FC          | Alfredo Simonpietri         | 9 de julio | 15:00 | - | 110 |
| Academia Puerto Cabello | 0:0 | Tucanes de Amazonas     | Complejo Deportivo Vistamar | 9 de julio | 15:30 | - | 372 |

| Atlético Venezuela CF B | 1:2 | Gran Valencia FC        | Brígido Iriarte       | 15 de julio | 15:00 | - | 272  |
| Caracas Fútbol Club B   | 3:0 | Arroceros de Calabozo   | Cocodrilos Sport Park | 16 de julio | 15:00 | - | 248  |
| Yaracuyanos FC          | 0:1 | Academia Puerto Cabello | Florentino Oropeza    | 16 de julio | 15:30 | - | 900  |
| Tucanes de Amazonas     | 1:3 | UCV FC                  | Antonio José de Sucre | 17 de julio | 15:00 | - | 2042 |

| UCV FC                  | 1:1 | Gran Valencia FC        | Olímpico de la UCV  | 20 de julio | 18:00 | - | 258 |
| Atlético Venezuela CF B | 1:1 | Caracas Fútbol Club B   | Brígido Iriarte     | 20 de julio | 15:00 | - | 444 |
| Arroceros de Calabozo   | 1:1 | Academia Puerto Cabello | Alfredo Simonpietri | 20 de julio | 15:00 | - | 130 |
| Yaracuyanos FC          | 1:0 | Tucanes de Amazonas     | Florentino Oropeza  | 20 de julio | 15:30 | - | 200 |

| Gran Valencia FC        | 1:1 | Yaracuyanos FC          | Misael Delgado              | 23 de julio | 15:30 | - | 226 |
| Academia Puerto Cabello | 3:2 | Atlético Venezuela CF B | Complejo Deportivo Vistamar | 23 de julio | 15:30 | - | 155 |
| Caracas Fútbol Club B   | 0:1 | UCV FC                  | Cocodrilos Sport Park       | 23 de julio | 15:00 | - | 217 |
| Tucanes de Amazonas     | 1:0 | Arroceros de Calabozo   | Antonio José de Sucre       | 24 de julio | 15:00 | - | 735 |

| UCV FC                  | 1:0 | Arroceros de Calabozo   | Olímpico de la UCV | 29 de julio | 18:00 | - | 255  |
| Atlético Venezuela CF B | 0:0 | Tucanes de Amazonas     | Brígido Iriarte    | 30 de julio | 15:00 | - | 415  |
| Yaracuyanos FC          | 1:2 | Caracas Fútbol Club B   | Florentino Oropeza | 30 de julio | 15:30 | - | 1500 |
| Gran Valencia FC        | 3:2 | Academia Puerto Cabello | Misael Delgado     | 31 de julio | 15:30 | - | 150  |

| UCV FC                  | 1:1 | Yaracuyanos FC          | Olímpico de la UCV          | 5 de agosto | 18:00 | - | 56  |
| Academia Puerto Cabello | 4:1 | Caracas Fútbol Club B   | Complejo Deportivo Vistamar | 6 de agosto | 15:30 | - | 228 |
| Arroceros de Calabozo   | 4:4 | Atlético Venezuela CF B | Alfredo Simonpietri         | 6 de agosto | 15:00 | - | 150 |
| Tucanes de Amazonas     | 2:1 | Gran Valencia FC        | Antonio José de Sucre       | 7 de agosto | 15:00 | - | 598 |

| Caracas Fútbol Club B   | 4:0 | Tucanes de Amazonas   | Cocodrilos Sport Park       | 13 de agosto | 15:00 | - | 93  |
| Academia Puerto Cabello | 1:0 | UCV FC                | Complejo Deportivo Vistamar | 13 de agosto | 15:00 | - | 220 |
| Atlético Venezuela CF B | 2:0 | Yaracuyanos FC        | Brígido Iriarte             | 13 de agosto | 15:00 | - | 251 |
| Gran Valencia FC        | 2:0 | Arroceros de Calabozo | Misael Delgado              | 13 de agosto | 15:30 | - | 50  |

| Atlético Venezuela CF B | 0:1 | UCV FC                  | Brígido Iriarte       | 20 de agosto | 15:00 | - | 196 |
| Caracas Fútbol Club B   | 0:2 | Gran Valencia FC        | Cocodrilos Sport Park | 20 de agosto | 15:00 | - | 319 |
| Yaracuyanos FC          | 2:2 | Arroceros de Calabozo   | Florentino Oropeza    | 20 de agosto | 15:30 | - | 250 |
| Tucanes de Amazonas     | 2:2 | Academia Puerto Cabello | Antonio José de Sucre | 21 de agosto | 15:00 | - | 461 |

| UCV FC                  | 3:1 | Tucanes de Amazonas     | Olímpico de la UCV          | 27 de agosto | 18:00 | - | - |
| Arroceros de Calabozo   | 0:0 | Caracas Fútbol Club B   | Alfredo Simonpietri         | 27 de agosto | 15:00 | - | - |
| Gran Valencia FC        | 3:0 | Atlético Venezuela CF B | Misael Delgado              | 27 de agosto | 15:30 | - | - |
| Academia Puerto Cabello | 1:3 | Yaracuyanos FC          | Complejo Deportivo Vistamar | 27 de agosto | 15:30 | - | - |

| Gran Valencia FC        | 0:0 | UCV FC                  | Misael Delgado              | 31 de agosto     | 15:30 | - | - |
| Academia Puerto Cabello | 1:1 | Arroceros de Calabozo   | Complejo Deportivo Vistamar | 31 de agosto     | 15:30 | - | - |
| Tucanes de Amazonas     | 0:1 | Yaracuyanos FC          | Antonio José de Sucre       | 31 de agosto     | 15:00 | - | - |
| Caracas Fútbol Club B   | 0:0 | Atlético Venezuela CF B | Cocodrilos Sport Park       | 27 de septiembre | 15:00 | - | - |

| Atlético Venezuela CF B | 0:2 | Academia Puerto Cabello | Brígido Iriarte     | 10 de septiembre | 15:00 | - | - |
| Arroceros de Calabozo   | 1:3 | Tucanes de Amazonas     | Alfredo Simonpietri | 10 de septiembre | 15:00 | - | - |
| Yaracuyanos FC          | 4:0 | Gran Valencia FC        | Florentino Oropeza  | 11 de septiembre | 15:30 | - | - |
| UCV FC                  | 2:1 | Caracas Fútbol Club B   | Olímpico de la UCV  | 12 de septiembre | 15:00 | - | - |

| Arroceros de Calabozo   | 1:2 | UCV FC                  | Alfredo Simonpietri         | 17 de septiembre | 15:00 | - | - |
| Caracas Fútbol Club B   | 0:1 | Yaracuyanos FC          | Cocodrilos Sport Park       | 17 de septiembre | 15:00 | - | - |
| Academia Puerto Cabello | 3:3 | Gran Valencia FC        | Complejo Deportivo Vistamar | 17 de septiembre | 15:30 | - | - |
| Tucanes de Amazonas     | 1:3 | Atlético Venezuela CF B | Antonio José de Sucre       | 18 de septiembre | 15:00 | - | - |

| Atlético Venezuela CF B | 1:0 | Arroceros de Calabozo   | Brígido Iriarte       | 24 de septiembre | 15:30 | - | - |
| Caracas Fútbol Club B   | 1:2 | Academia Puerto Cabello | Cocodrilos Sport Park | 24 de septiembre | 15:30 | - | - |
| Yaracuyanos FC          | 1:1 | UCV FC                  | Florentino Oropeza    | 24 de septiembre | 15:30 | - | - |
| Gran Valencia FC        | 1:1 | Tucanes de Amazonas     | Misael Delgado        | 25 de septiembre | 15:30 | - | - |

| UCV FC                | 4:2 | Academia Puerto Cabello | Olímpico de la UCV    | 30 de septiembre | 15:30 | - | - |
| Yaracuyanos FC        | 1:0 | Atlético Venezuela CF B | Florentino Oropeza    | 1 de octubre     | 15:30 | - | - |
| Arroceros de Calabozo | 1:1 | Gran Valencia FC        | Alfredo Simonpietri   | 2 de octubre     | 15:30 | - | - |
| Tucanes de Amazonas   | 1:0 | Caracas Fútbol Club B   | Antonio José de Sucre | 2 de octubre     | 15:30 | - | - |

### Grupo Oriental
|   | Equipo                   |               | JJ | JG | JE | JP | GF | GC | PTS | DG  |
| - | ------------------------ | ------------- | -- | -- | -- | -- | -- | -- | --- | --- |
| 1 | Petroleros de Anzoátegui | Sin cambios   | 14 | 9  | 3  | 2  | 28 | 8  | 30  | +20 |
| 2 | Lala FC                  | Crecimiento   | 14 | 9  | 3  | 2  | 28 | 10 | 30  | +18 |
| 3 | Metropolitanos FC        | Decrecimiento | 14 | 9  | 1  | 4  | 32 | 11 | 28  | +21 |
| 4 | Angostura FC             | Sin cambios   | 14 | 9  | 1  | 4  | 32 | 27 | 28  | +5  |
| 5 | Diamantes de Guayana     | Sin cambios   | 14 | 5  | 3  | 6  | 26 | 33 | 18  | -7  |
| 6 | Margarita FC             | Sin cambios   | 14 | 5  | 0  | 9  | 22 | 37 | 15  | -15 |
| 7 | Deportivo La Guaira B    | Sin cambios   | 14 | 2  | 4  | 8  | 17 | 29 | 10  | -12 |
| 8 | Mineros de Guayana B     | Sin cambios   | 14 | 0  | 1  | 13 | 10 | 40 | 1   | -30 |

#### Resultados
- Los horarios corresponden a la hora local de Venezuela (UTC-4:30)

Calendario sujeto a cambios
| Deportivo La Guaira B | 2:3 | Diamantes de Guayana     | Cancha Fray Luis I | 8 de julio  | 15:00 | - | 163 |
| Mineros de Guayana B  | 1:3 | Petroleros de Anzoátegui | CTE Cachamay       | 9 de julio  | 15:00 | - | 96  |
| Angostura FC          | 1:0 | Metropolitanos FC        | Ricardo Tulio Maya | 9 de julio  | 15:00 | - | 100 |
| Margarita FC          | 1:0 | Lala FC                  | Ciudad Deportiva   | 10 de julio | 15:30 | - | 115 |

| Diamantes de Guayana     | 3:0 | Mineros de Guayana B  | Polideportivo El Gallo | 16 de julio | 15:00 | - | 2500 |
| Metropolitanos FC        | 2:1 | Deportivo La Guaira B | Olímpico de la UCV     | 16 de julio | 17:00 | - | 77   |
| Petroleros de Anzoátegui | 2:0 | Margarita FC          | José A. Anzoátegui     | 17 de julio | 15:00 | - | 1835 |
| Lala FC                  | 4:0 | Angostura FC          | Club Portugués         | 17 de julio | 15:00 | - | 465  |

| Petroleros de Anzoátegui | 1:1 | Lala FC               | José A. Anzoátegui | 20 de julio | 15:00 | - | 1745 |
| Angostura FC             | 3:1 | Deportivo La Guaira B | Ricardo Tulio Maya | 20 de julio | 15:00 | - | 100  |
| Mineros de Guayana B     | 2:5 | Margarita FC          | CTE Cachamay       | 20 de julio | 15:00 | - | 55   |
| Metropolitanos FC        | 3:0 | Diamantes de Guayana  | Olímpico de la UCV | 20 de julio | 17:00 | - | 62   |

| Deportivo La Guaira B | 0:3 | Petroleros de Anzoátegui | Cancha Fray Luis I     | 22 de julio | 15:00 | - | 20   |
| Diamantes de Guayana  | 1:1 | Angostura FC             | Polideportivo El Gallo | 23 de julio | 15:00 | - | 2820 |
| Lala FC               | 2:0 | Mineros de Guayana B     | Club Portugués         | 24 de julio | 15:00 | - | 383  |
| Margarita FC          | 2:1 | Metropolitanos FC        | Ciudad Deportiva       | 24 de julio | 15:30 | - | 1083 |

| Mineros de Guayana B     | 1:3 | Angostura FC          | CTE Cachamay       | 30 de julio | 15:00 | - | 73   |
| Metropolitanos FC        | 2:0 | Lala FC               | Olímpico de la UCV | 30 de julio | 17:00 | - | 98   |
| Margarita FC             | 1:0 | Deportivo La Guaira B | Ciudad Deportiva   | 31 de julio | 15:30 | - | 231  |
| Petroleros de Anzoátegui | 2:1 | Diamantes de Guayana  | José A. Anzoátegui | 31 de julio | 15:00 | - | 1785 |

| Deportivo La Guaira B | 0:1 | Lala FC                  | Cancha Fray Luis I     | 5 de agosto | 15:00 | - | 87   |
| Diamantes de Guayana  | 3:1 | Margarita FC             | Polideportivo El Gallo | 6 de agosto | 15:00 | - | 1800 |
| Mineros de Guayana B  | 2:5 | Metropolitanos FC        | CTE Cachamay           | 6 de agosto | 15:00 | - | 56   |
| Angostura FC          | 2:1 | Petroleros de Anzoátegui | Ricardo Tulio Maya     | 6 de agosto | 15:00 | - | 183  |

| Deportivo La Guaira B    | 0:0 | Mineros de Guayana B | Cancha Fray Luis I | 13 de agosto | 15:00 | - | 109  |
| Petroleros de Anzoátegui | 1:0 | Metropolitanos FC    | José A. Anzoátegui | 13 de agosto | 15:00 | - | 2845 |
| Margarita FC             | 1:6 | Angostura FC         | Ciudad Deportiva   | 14 de agosto | 15:30 | - | 1261 |
| Lala FC                  | 1:1 | Diamantes de Guayana | Club Portugués     | 15 de agosto | 15:00 | - | 1374 |

| Petroleros de Anzoátegui | 2:0 | Mineros de Guayana B  | José A. Anzoátegui     | 20 de agosto | 15:00 | - | 1352 |
| Diamantes de Guayana     | 2:2 | Deportivo La Guaira B | Polideportivo El Gallo | 20 de agosto | 15:00 | - | 1560 |
| Metropolitanos FC        | 4:1 | Angostura FC          | Olímpico de la UCV     | 20 de agosto | 17:00 | - | 78   |
| Lala FC                  | 2:1 | Margarita FC          | Club Portugués         | 22 de agosto | 15:00 | - | 452  |

| Deportivo La Guaira B | 1:4 | Metropolitanos FC        | Cancha Fray Luis I | 26 de agosto | 15:00 | - | - |
| Angostura FC          | 0:5 | Lala FC                  | Ricardo Tulio Maya | 27 de agosto | 15:00 | - | - |
| Mineros de Guayana B  | 0:2 | Diamantes de Guayana     | CTE Cachamay       | 27 de agosto | 15:00 | - | - |
| Margarita FC          | 0:2 | Petroleros de Anzoátegui | Ciudad Deportiva   | 28 de agosto | 15:00 | - | - |

| Deportivo La Guaira B | 0:2 | Angostura FC             | Cancha Fray Luis I     | 31 de agosto | 15:00 | - | - |
| Diamantes de Guayana  | 2:0 | Metropolitanos FC        | Polideportivo El Gallo | 31 de agosto | 15:00 | - | - |
| Margarita FC          | 2:0 | Mineros de Guayana B     | Ciudad Deportiva       | 31 de agosto | 15:30 | - | - |
| Lala FC               | 3:2 | Petroleros de Anzoátegui | Club Portugués         | 31 de agosto | 15:00 | - | - |

| Mineros de Guayana B     | 1:2 | Lala FC               | CTE Cachamay       | 10 de septiembre | 15:00 | - | - |
| Petroleros de Anzoátegui | 1:1 | Deportivo La Guaira B | José A. Anzoátegui | 10 de septiembre | 15:00 | - | - |
| Metropolitanos FC        | 4:0 | Margarita FC          | Olímpico de la UCV | 10 de septiembre | 18:00 | - | - |
| Angostura FC             | 4:1 | Diamantes de Guayana  | Ricardo Tulio Maya | 10 de septiembre | 15:00 | - | - |

| Deportivo La Guaira B | 3:1 | Margarita FC             | Cancha Fray Luis I     | 16 de septiembre | 15:00 | - | - |
| Angostura FC          | 4:0 | Mineros de Guayana B     | Ricardo Tulio Maya     | 17 de septiembre | 15:00 | - | - |
| Diamantes de Guayana  | 0:7 | Petroleros de Anzoátegui | Polideportivo El Gallo | 17 de septiembre | 15:00 | - | - |
| Lala FC               | 1:0 | Metropolitanos FC        | Club Portugués         | 18 de septiembre | 15:00 | - | - |

| Petroleros de Anzoátegui | 1:2 | Angostura FC          | José A. Anzoátegui | 24 de septiembre | 15:30 | - | - |
| Metropolitanos FC        | 3:0 | Mineros de Guayana B  | Olímpico de la UCV | 25 de septiembre | 15:30 | - | - |
| Lala FC                  | 1:1 | Deportivo La Guaira B | Club Portugués     | 25 de septiembre | 15:30 | - | - |
| Margarita FC             | 7:5 | Diamantes de Guayana  | Ciudad Deportiva   | 25 de septiembre | 15:30 | - | - |

| Angostura FC         | 5:2 | Margarita FC             | Ricardo Tulio Maya     | 1 de octubre | 15:30 | - | - |
| Diamantes de Guayana | 2:3 | Lala FC                  | Polideportivo El Gallo | 1 de octubre | 15:30 | - | - |
| Metropolitanos FC    | 0:0 | Petroleros de Anzoátegui | Olímpico de la UCV     | 1 de octubre | 15:30 | - | - |
| Mineros de Guayana B | 3:4 | Deportivo La Guaira B    | CTE Cachamay           | 2 de octubre | 15:00 | - | - |